# Fajas benditas
Las fajas benditas eran un ajuar de ropa de cama que los papas enviaban antiguamente a los príncipes herederos de las monarquías católicas europeas pocos días después de su nacimiento, a manera de regalo.  

## Historia
Se suele señalar que la costumbre fue instituida en 1601 por Clemente VIII, que envió a Maffeo Barberini a Francia para entregar las fascie con motivo del nacimiento del delfín Luis XIII. Sin embargo, Maffeo Barberini no abandonó Roma antes de finales del mes de octubre de 1601, siendo recibido solemnemente por el rey de Francia el día 5 de diciembre (aunque no entregaría las fajas benditas hasta el día 16). Entretanto, la infanta Ana Mauricia de Austria, primogénita del rey español Felipe III, ya había sido bautizada el día 7 de octubre de 1601:  
envuelta en una banda grande de tela blanca…, con el mantillo y envolturas que había enviado Su Santidad. 

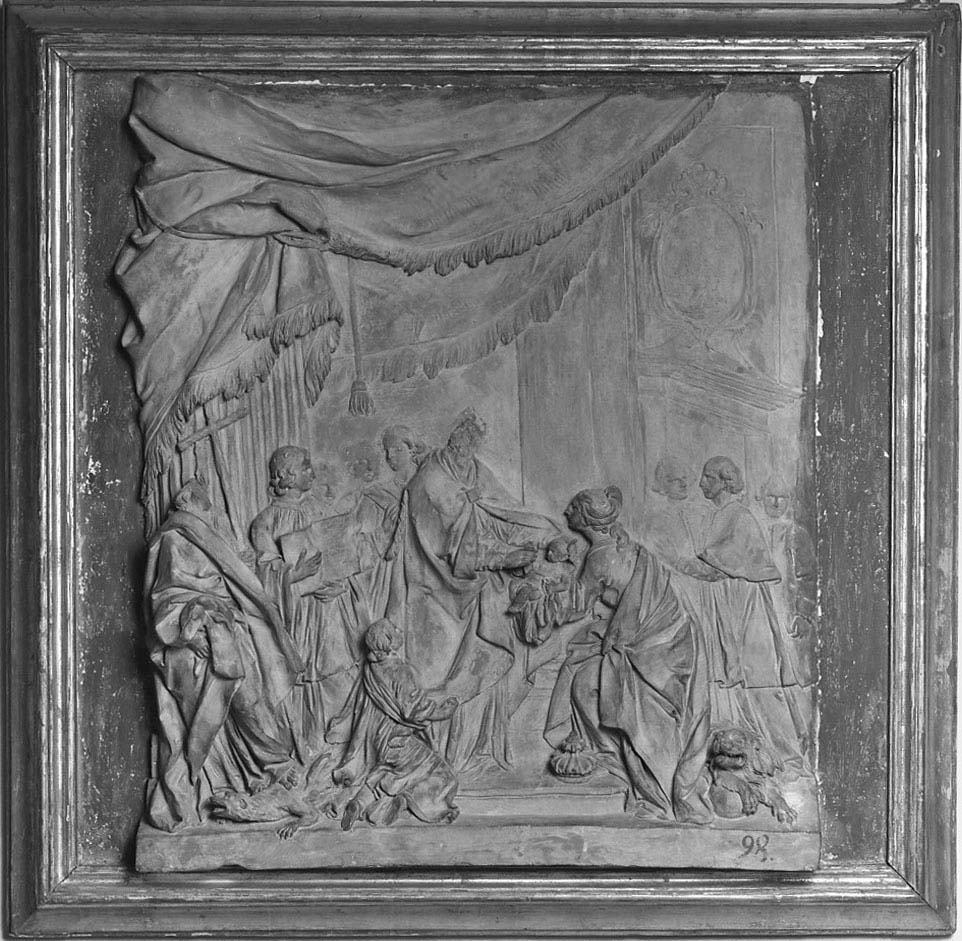
La imposición de las fajas benditas al infante Carlos Clemente (hijo primogénito del futuro Carlos IV, entonces príncipe de Asturias). (Relieve de Cristóbal Salesa, 1773, Real Academia de Bellas Artes de San Fernando)

Desde entonces se continuó la tradición con varios herederos al trono de España, Francia, Portugal o Austria, y en una única ocasión, con Carlos Eduardo, hijo del pretendiente jacobita al trono de Inglaterra Jacobo III.
A medida que las monarquías de confesión católica fueron desapareciendo en Europa, la ceremonia de la entrega de las fajas benditas fue espaciándose en el tiempo hasta desaparecer: Francia había instaurado la república en 1789, Portugal en 1910, Austria en 1918 y España en 1931. 
Así, el último en recibir este presente de la Santa Sede fue el príncipe de Asturias Alfonso de Borbón y Battenberg en 1907, último príncipe católico que en el momento de su nacimiento era heredero al trono.

## Descripción
La pieza principal del conjunto que componían las fascie benedette (en italiano: bandas bendecidas), era una pieza larga y estrecha de tela destinada a ser usada como faja.
Las fascie eran bendecidas por el pontífice en una ceremonia celebrada en la capilla palatina, en la sala del consistorio del Palacio Apostólico o en alguna iglesia, en presencia del secretario de estado, de los cardenales palatinos, y de los embajadores de la casa real a la que fuera destinada. Posteriormente, un nuncio señalado a tal efecto viajaba con ella desde Roma, presentándola a los padres del heredero en presencia de este, y las entregaba en el curso de una solemne ceremonia tras la lectura de un breve pontificio.
Además de la faja propiamente dicha, las fascie incluían también mantillas, pañuelos, almohadas y un pequeño armario, todo ello ricamente bordado en hilo de oro y adornado con perlas, brillantes y miniaturas con la efigie del papa o el escudo de la Santa Sede.